# Giovanni dalle Bande Nere
‎
Lodovico de Medici, kasneje znan kot Giovanni dalle Bande Nere, italijanski kondotjer (condottiero), * 5. april 1498, Forli, † 30. november 1526, Mantova, Vojvodina Mantova.
Že kot otrok je izkazoval veliko fizično moč in spretnost, zaradi nasilništva so ga dvakrat izgnali iz Firenc. Nato je postal kondotjer, poveljnik plačancev v službi papeža Leona X. Kasneje je ustanovil lasten odred lahke konjenice, specializiran za bliskovite spopade na blizu in zasede. Za Leona X. in njegovega kasnejšega zaveznika Karla V. je priboril več zmag proti upornim baronom in Francu I.
Ko je Leon X. leta 1521 umrl, je v znak žalovanja na svojo insignijo dodal črne pasove, po čemer je dobil tudi vzdevek (dobesedno »Janez Črnih trakov«). Dve leti kasneje je Medičejec Giulio di Giuliano postal papež Klemen VII. in odplačal njegove dolgove, v zameno pa je moral Lodovico prestopiti na francosko stran v dolgotrajnem konfliktu. Leta 1526 se je udeležil vojne Lige Cognac. 25. novembra tega leta ga je med bitko pri kraju Governolo (danes občina Roncoferraro na severu Italije) zadela krogla iz lahkega topa in mu raztreščila nogo nad kolenom. Odnesli so ga h zdravilcu v Mantovo, ki mu je amputiral preostanek, a je po nekaj dneh umrl zaradi sepse.

## Zapuščina
Z Lodovicovo prezgodnjo smrtjo se je simbolno končala doba kondotjerov, katerih način bojevanja (oklepljena konjenica) je po hitrem postopku postal zastarel zaradi uvedbe lahkih premičnih topov na bojiščih. Velja za »zadnjega velikega kondotjerja«. Zasluge za njegov trajen ugled ima tudi njegov prijatelj, slavni italijanski pesnik, dramatik in satirik Pietro Aretino, ki ga je občasno spremljal na vojaških pohodih.
Njegov sin Cosimo je postal Nadvojvoda Toskanski.
1. 1 2  data.bnf.fr: platforma za odprte podatke — 2011.
2. 1 2  Lundy D. R. The Peerage